# Herb Łomży
Herb Łomży – jeden z symboli miasta Łomża w postaci herbu.

## Wygląd i symbolika
Herb Łomży przedstawia na czerwonej tarczy herbowej złotego jelenia w wyskoku nad czarnymi kamieniami.

## Historia
Pierwsze wzmianki o Łomży datowane są na 1400 rok i znajdują się zarówno w dokumentach książęcych, jak i źródłach krzyżackich. 15 czerwca 1418 roku nastąpiła lokacja miasta Łomży na prawie chełmińskim przez księcia mazowieckiego Janusza I. Herb w powszechnym użyciu był już stosowany od XV wieku. Na podstawie rozporządzenia Komitetu Administracyjnego w Królestwie Polskim z 17 lutego 1868 roku i ukazu carskiego z 25 lutego 1869 roku, wprowadzonych w życie 26 lutego 1870 roku – władze carskie zmieniły herb. Ustalono, że herbem miasta i guberni łomżyńskiej jest statek, tzw. berlinka z rozwiniętymi żaglami, umieszczona na niebieskim polu. Poprzedni herb wrócił na pieczęcie miejskie po I wojnie światowej w zmienionym kształcie i rysunku. Po II wojnie światowej odzyskał wygląd zbliżony do pierwotnego.
Obecny wzór herbu został przyjęty Uchwałami Miejskiej Rady Narodowej nr 40/IX z dnia 27 kwietnia 1989 roku i nr 50/IX z dnia 27 czerwca 1989 roku.

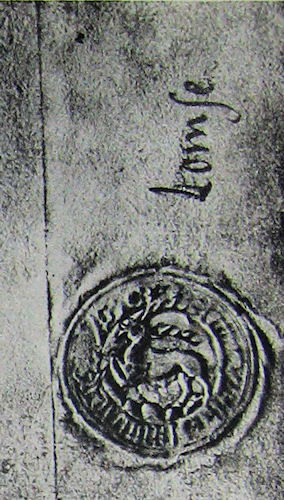
Herb Łomży z XVI wieku
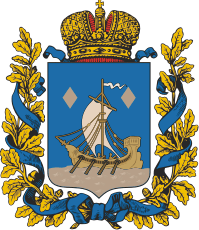
Herb Łomży od 1870 do 1918 roku